# Thaims
Thaims là một xã trong tỉnh Charente-Maritime trong vùng Nouvelle-Aquitaine, tây nam nước Pháp. Xã Thaims nằm ở khu vực có độ cao từ 13-31 mét trên mực nước biển.